# Miguel Arroyave
José Miguel Arroyave Ruiz, également connu sous le nom d’alias "Arcángel" ou "el Químico", né le 10 août 1954 à Amalfi et mort le 19 septembre 2004 à Puerto Lleras, était un paramilitaire et narcotrafiquant colombien.
Il fut commandant du Bloque Centauros des Autodefensas Unidas de Colombia (AUC),.

## Biographie
Né à Amalfi (Antioquia), proche des frères Castaño. En 1990, il arriva dans le Meta et devint fournisseur d’intrants pour la production de cocaïne en Colombie,. Arrêté en 1999, il passa trois ans en prison et, en 2001, acquit une franchise des AUC, qu’il appela Bloque Centauros de l'AUC, composé de six mille hommes dans le Guaviare, le Meta, le Casanare, le Boyacá, le Cundinamarca et Bogotá,.
À Bogotá, il créa aussi, avec les frères Castaño, le Front Capital des AUC, pour contrer l’influence des FARC-EP dans la capitale,,.
Entre 2003 et 2004, le Bloque Centauros dirigé par Arroyave mena une guerre contre "les Buitragueños", le groupe paramilitaire de Héctor Germán Buitrago, alias « Martín Llanos », connu comme les Autodefensas Campesinas de Casanare. Le Bloque Centauros des AUC compte 6 000 victimes enregistrées dans le Système d’Information Justice et Paix (SIJYP). Responsable d’avoir ordonné des massacres et assassinats.

## Mort
Il mourut assassiné en 2004, à Puerto Lleras (Meta), au milieu des négociations pour la démobilisation des AUC,. Il fut criblé de balles par deux de ses commandants connus comme Pedro Oliviero Guerrero, alias "Cuchillo" et ‘Jorge Pirata’. Après la mort d’Arroyave, le Bloque Centauros se divisa et Daniel Barrera, dit « El Loco » prit le contrôle des zones dominées par Arroyave,,.
En juin 2015, une juge détermina que l’épouse de Miguel Arroyave, Martha Cardozo, sa fille et six proches parents avaient élaboré une stratégie pour transférer à des tiers des biens obtenus avec l’argent du narcotrafic et du paramilitarisme,,.